# 蓝点颏

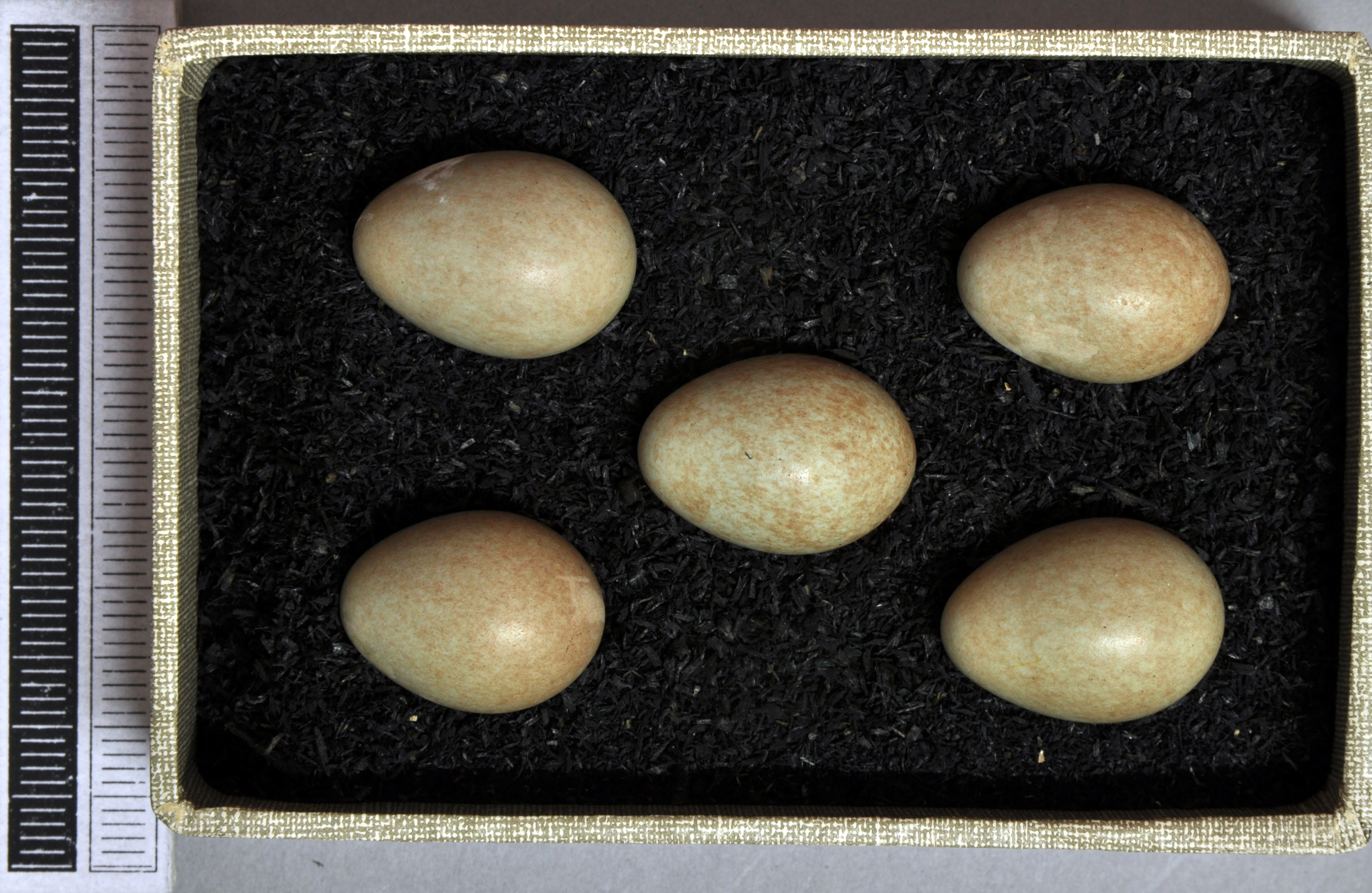
卵, 威斯巴登博物館

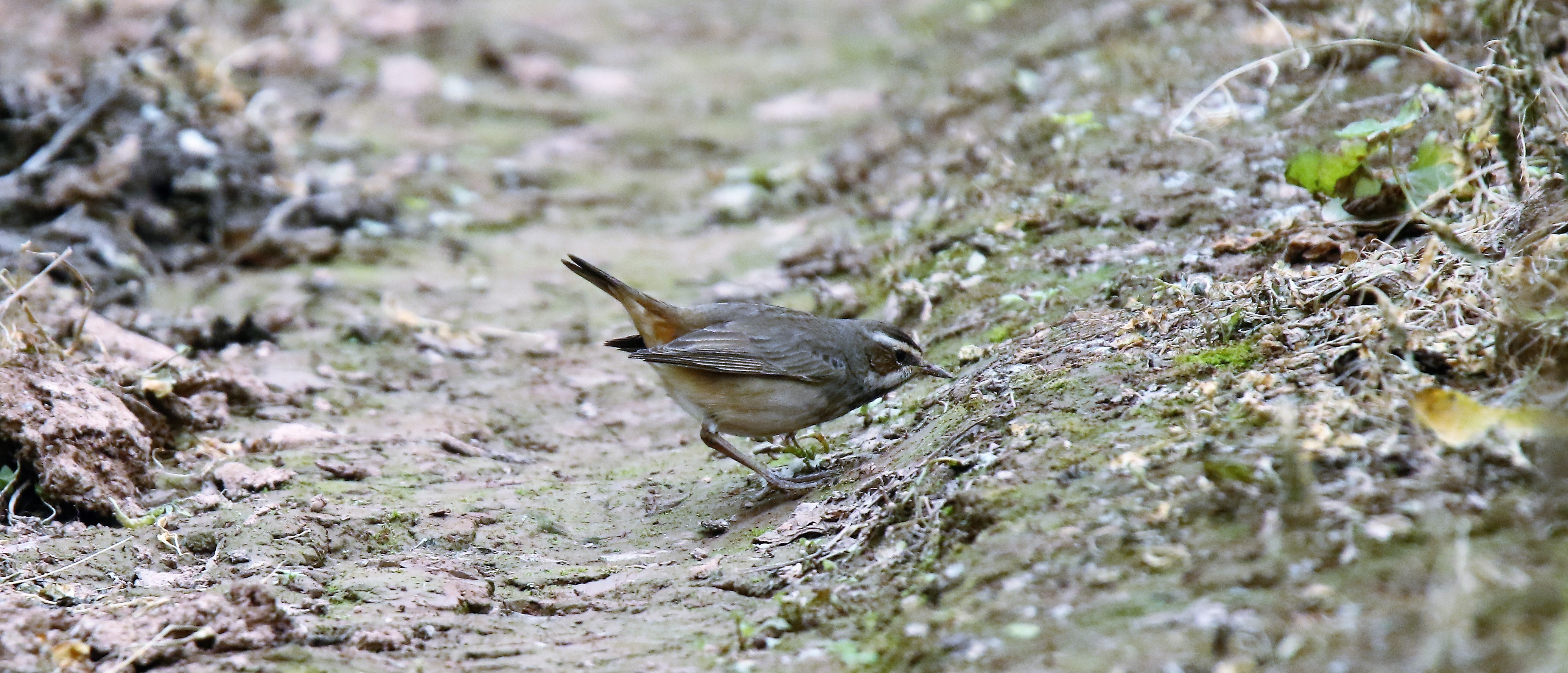
雌鳥

蓝点颏为鶲科歌鸲属的鸟类，俗名蓝脖子雀，大陸稱藍點頦，香港多稱藍喉歌鴝。是一種小型雀形目鳥類，過去曾被歸類為鶇科（Turdidae），但現今普遍認為屬於舊世界鶲科（Muscicapidae）。

## 詞源

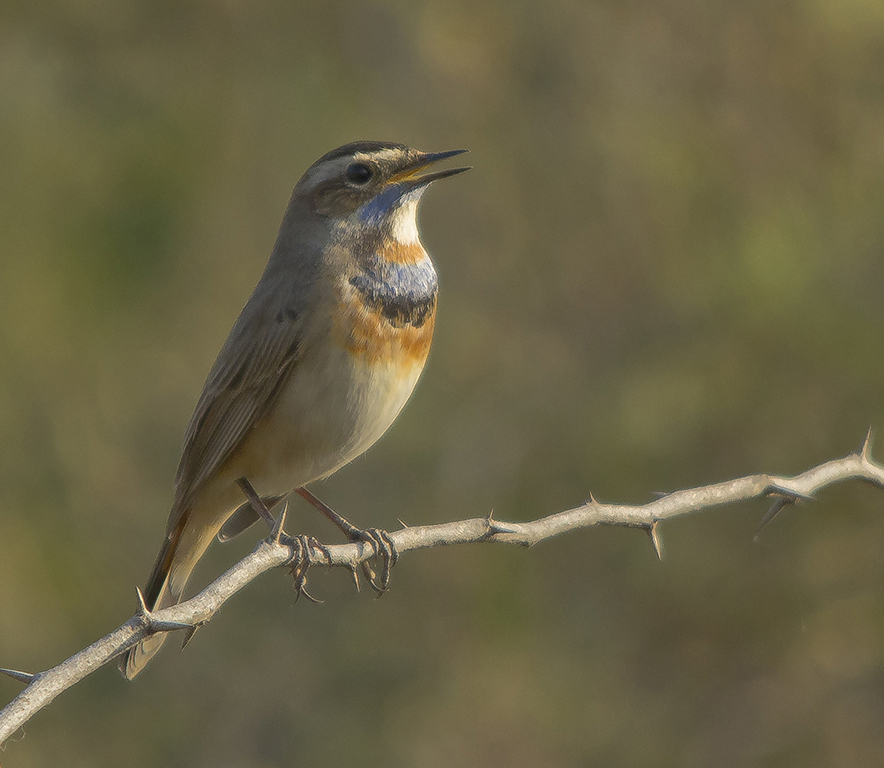
鳴唱中

屬名Luscinia是拉丁語中夜鶯的意思。種小名svecica來自新拉丁語Suecicus，意思是「瑞典的」。雄鳥胸部的顏色被認為是象徵瑞典國旗，而17、18世紀的瑞典國旗中的黃色更接近橙色。

## 亞種

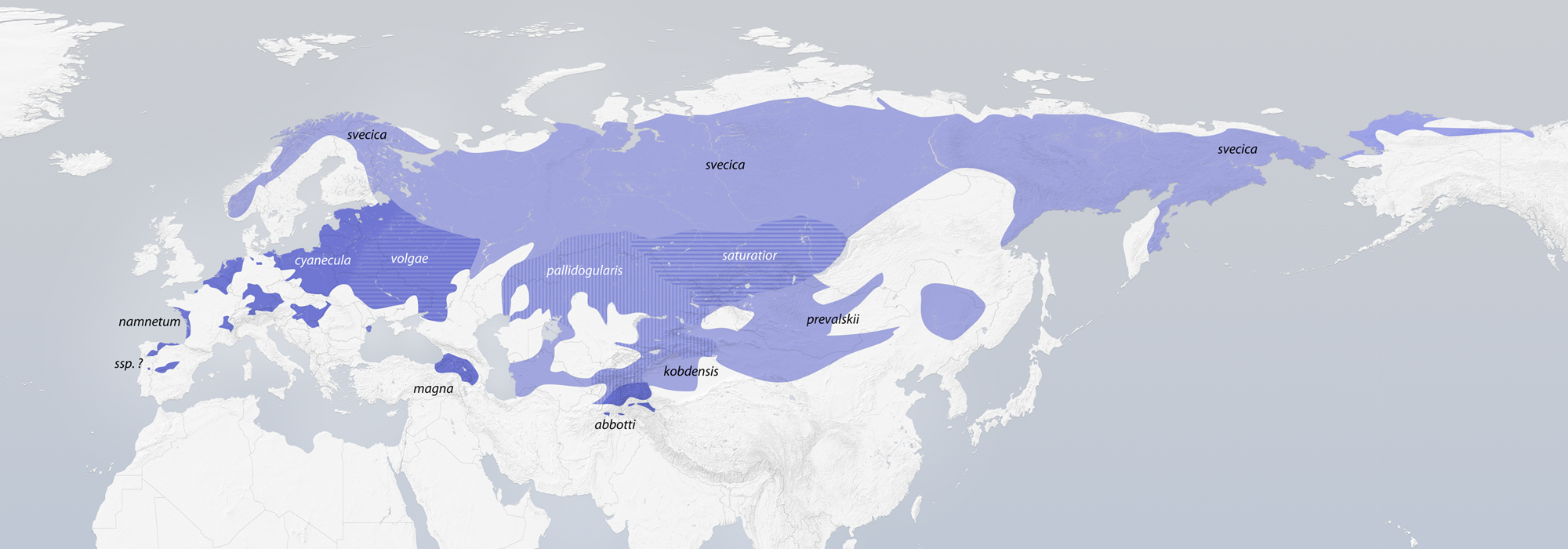
藍喉鴝亞種的繁殖區分布範圍

- 蓝点颏藏西亚种（学名：Luscinia svecica abbotti），是中国的特有物种。分布于西藏等地。该物种的模式产地在拉達克。[4]
- 蓝点颏新疆亚种（学名：Luscinia svecica kobdensis）。在中国大陆，分布于新疆等地。该物种的模式产地在蒙古烏里雅蘇臺西北。[5]
- 蓝点颏青海亚种（学名：Luscinia svecica przevalskii），是中国的特有物种。分布于青海、甘肃、宁夏、云南等地。该物种的模式产地在宁夏贺兰山。[6]
- 蓝点颏北疆亚种（学名：Luscinia svecica saturatior）。在中国大陆，分布于新疆等地。[7]
- 蓝点颏指名亚种（学名：Luscinia svecica svecica）。分布于欧洲、西伯利亚、阿拉斯加、亚洲、非洲、近东地区、伊朗、印度、缅甸、泰国，在中国大陆從東北至華南、西南等地皆可找到。[8]

所有亞種的雌鳥通常在淺色的喉部和胸部上只有一個黑色的新月形斑紋。新飛出的幼鳥上半身有深棕色的斑點和雀斑。

## 描述
藍喉鴝的體型與歐亞鴝相似，約13-14公分。其上半身為單調的棕色，唯獨尾巴為黑色，兩側有紅色斑塊，並具有明顯的白色眉紋。儘管雄鳥外形顯著，但最近的基因研究顯示不同形態之間的變異有限，證實這是一個單一物種。 在繁殖後，牠們會於7月開始換羽，並在40-45天內完成，之後開始遷徙。
雄鳥的歌聲多變且富於模仿性。牠們的叫聲是典型的chack聲音。

## 分布與棲地
這是一種遷徙性食蟲鳥類，繁殖於濕潤的樺樹林或灌木沼澤地，分布範圍涵蓋歐洲及古北界，甚至在阿拉斯加西部也有分佈。範圍包括欧洲北部、西伯利亚、东越白令海而到阿拉斯加西部，向南抵欧洲中部和中亚，冬时南迁至非洲北部、近東地区、伊朗、印度及亚洲东南部、中国等地。多栖息于芦苇或低矮灌木间，常见在地面上奔驰。该物种的模式产地在欧洲北部拉普兰。
藍喉鴝巢築於草叢或低矮的濃密灌木中。牠們在冬季會遷徙至伊比利亞半島、非洲北部以及南亞（包括印度次大陸）。

## 圖庫

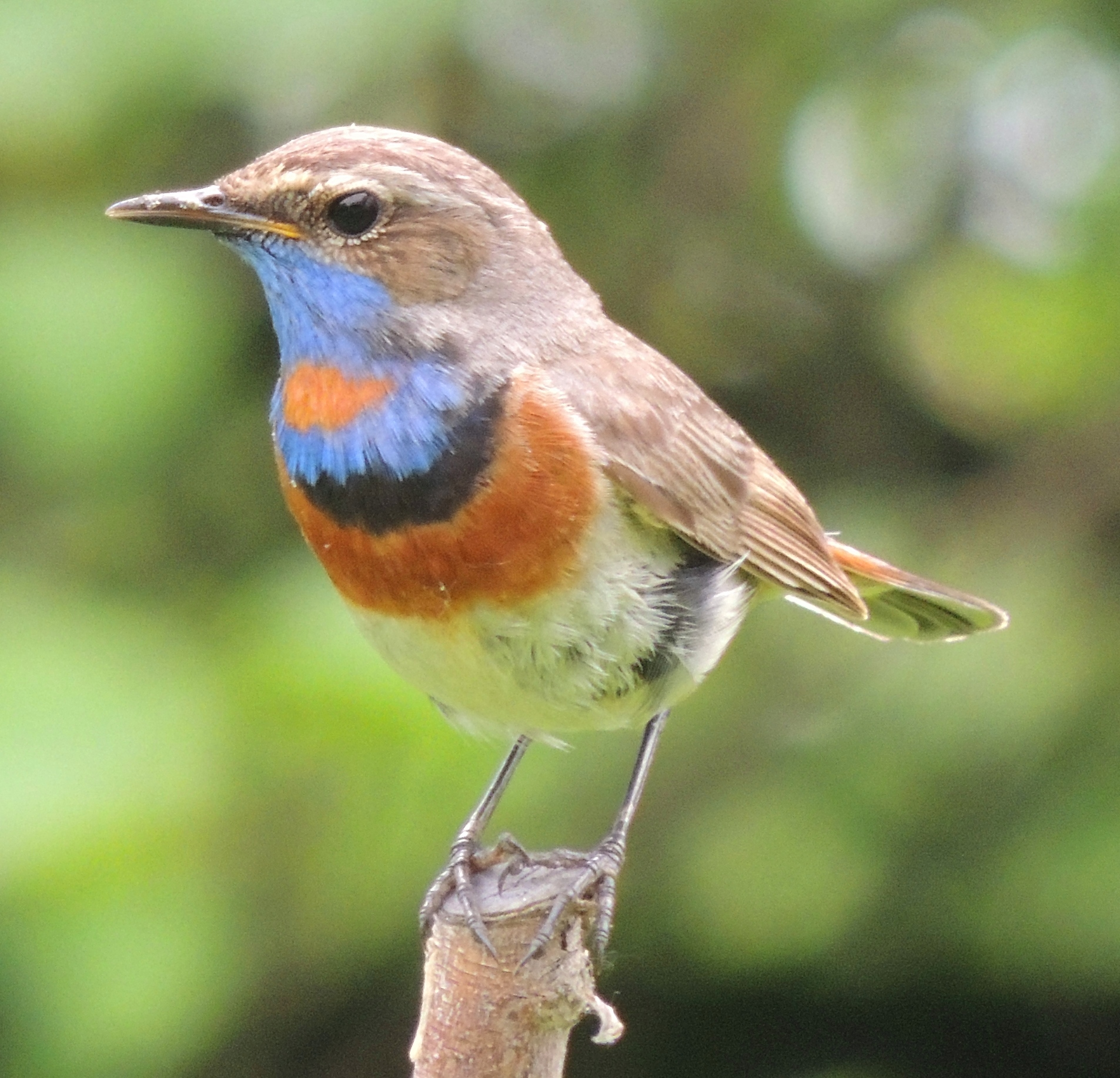
雄鳥 (L. s. volgae), 埃列克特羅烏格利，俄羅斯
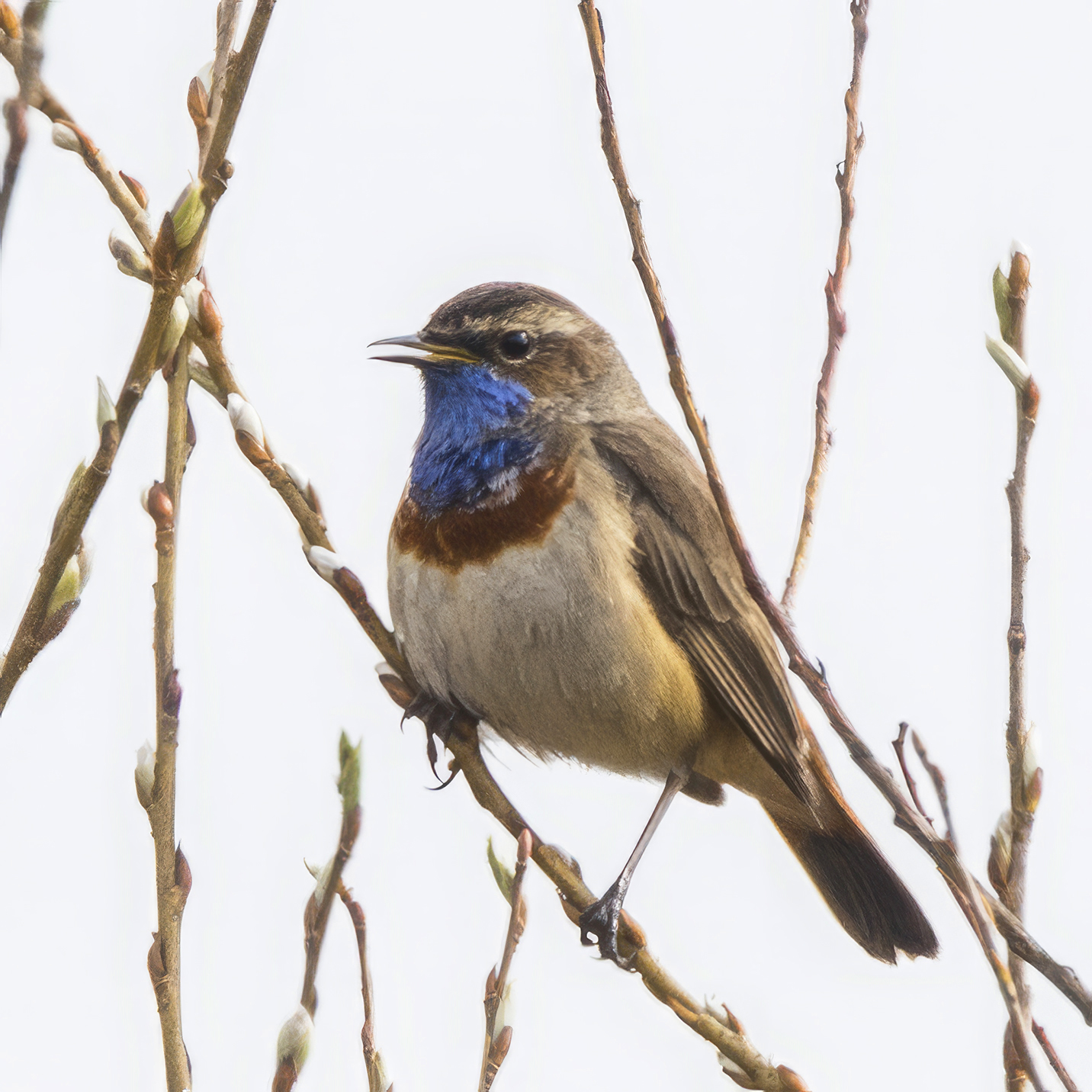
雌鳥 (L. s. cyanecula), 比布札斯基,  波蘭
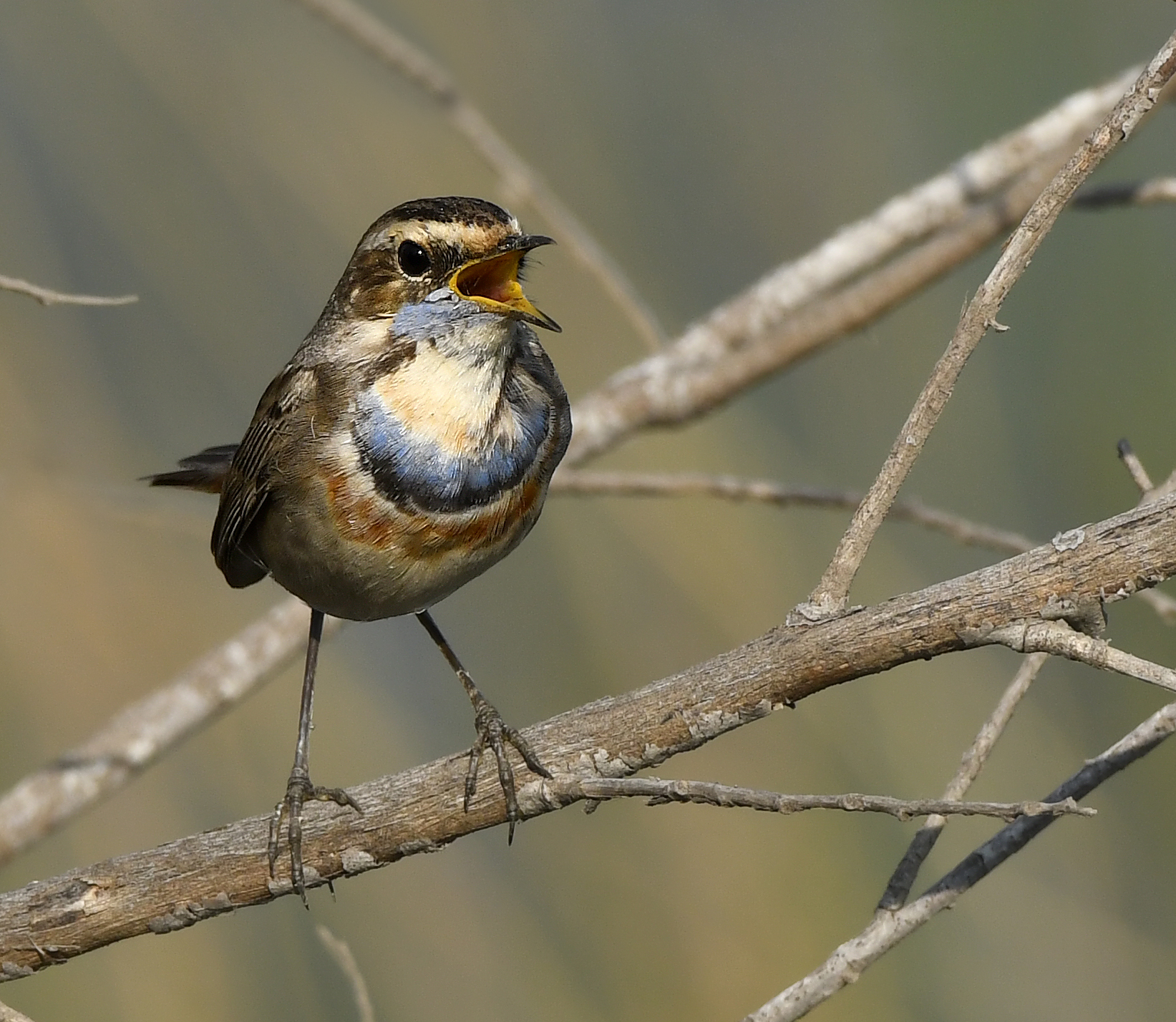
藍喉鴝雄鳥在呼喚  賈姆訥格爾, 印度
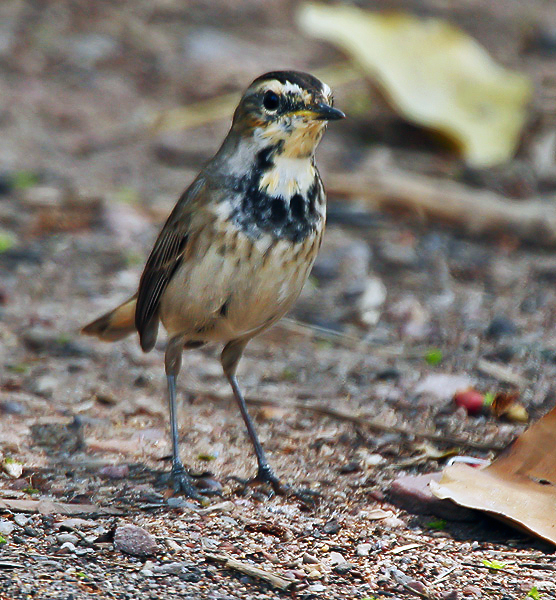
雌鳥 凱奧拉德奧國家公園, 巴拉特普爾, 拉賈斯坦邦, 印度
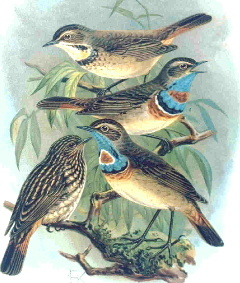
紅斑型
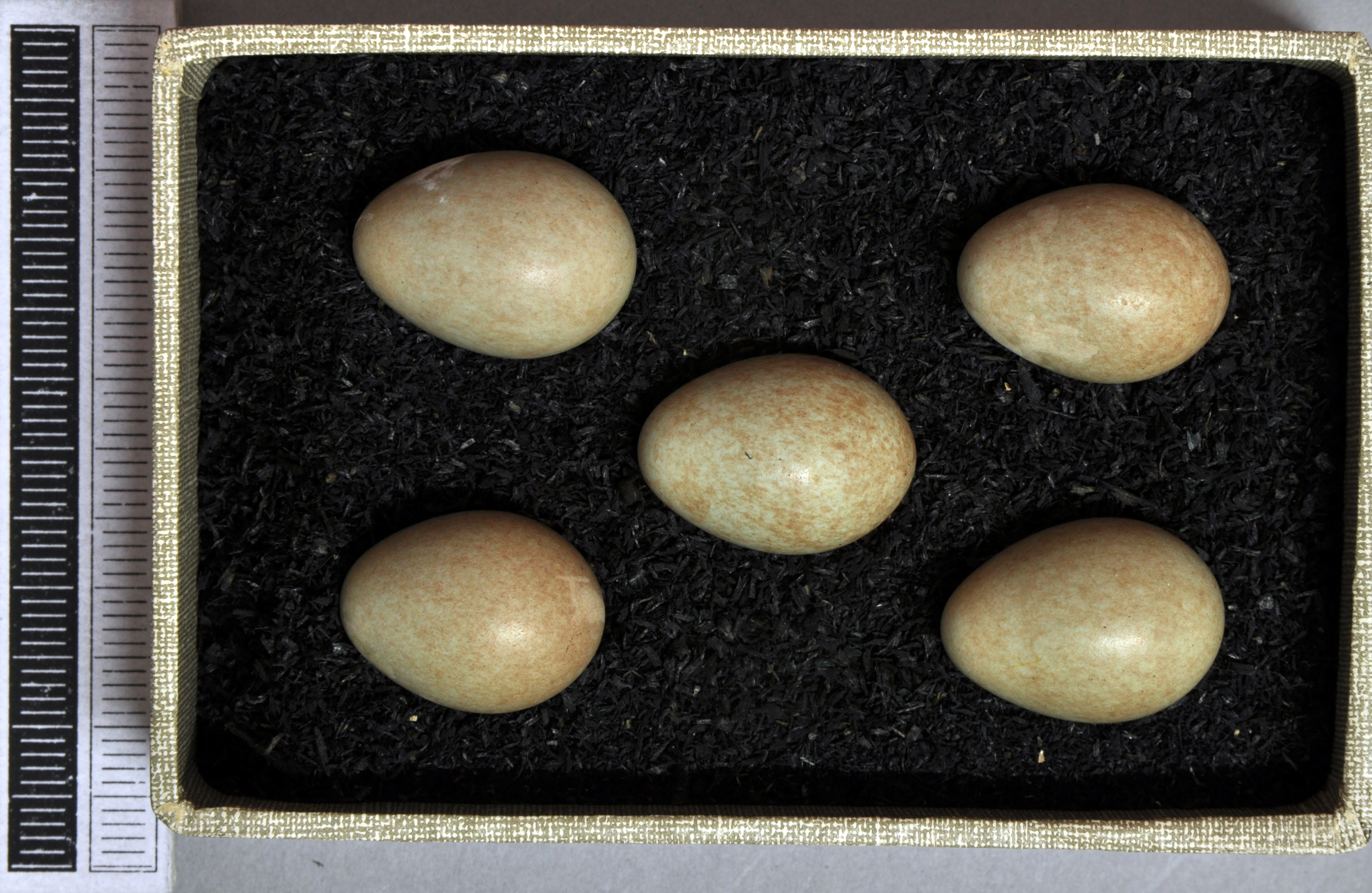
蛋, 收藏於威斯巴登博物館
- 利雅德、沙烏地阿拉伯 1992

## 外部連結
- Bluethroat videos, photos & sounds （页面存档备份，存于） on the Internet Bird Collection
- Ageing and sexing (PDF; 3.4 MB) by Javier Blasco-Zumeta & Gerd-Michael Heinze
- Information and pictures about the Bluethroat in the Netherlands （页面存档备份，存于）
- Metzmacher M. (2008) Les Grillons, muses de la Gorgebleue à miroir blanc (Luscinia svecica cyanecula) ? Parcs & Réserves, 63 : 17-19.